# Magnus Nedregotten
Magnus Nedregotten (ur. 24 października 1990 w Stavanger) – norweski curler i narciarz alpejski, uczestnik igrzysk olimpijskich 2018. Reprezentował Norwegię w obu dyscyplinach, jednak większe osiągnięcia ma w curlingu.

## Życie prywatne
Studiował zarządzanie w sporcie na Norweskiej Szkole Nauk Sportowych w Oslo. Jego żoną jest Kristin Skaslien, która jest również jego partnerką na zawodach par mieszanych.

## Wyniki
- igrzyska olimpijskie
  - Pjongczang 2018 (turniej par mieszanych) – 3. miejsce
  - Pekin 2022 (turniej par mieszanych) – 2. miejsce[2]
- mistrzostwa świata mężczyzn
  - Edmonton 2017 – 8. miejsce
  - Las Vegas 2018 – 5. miejsce
- mistrzostwa świata par mieszanych
  - 2013 - 4. miejsce
  - 2014 - 5. miejsce
  - 2015 - 3. miejsce
  - 2016 - 9. miejsce
  - 2017 - 5. miejsce